# South of Heaven
| Críticas profissionais | Críticas profissionais |
| Avaliações da crítica  | Avaliações da crítica  |
| Fonte                  | Avaliação              |
| ---------------------- | ---------------------- |
| allmusic               | link                   |
| Robert Christgau       | (B-) link              |
| Spin Magazine          | [ 1 ]                  |

South of Heaven é o quarto álbum de estúdio da banda de thrash metal Slayer, lançado em 5 de Julho de 1988. Novamente produzido por Rick Rubin, foi o segundo disco do Slayer a entrar nas paradas de álbuns Billboard 200 e o último a ser lançado pela gravadora Def Jam Recordings, que iria ser trocada pela gravadora American Recordings, depois que Rick Rubin terminou sua associação com Russell Simmons, co-fundador da gravadora e atual dono da Russell Simmons Music Group. Ele foi um dos dois únicos álbuns da Def Jam a ser distribuído pela Geffen Records através da Warner Bros Records, porque seu distribuidor original, Columbia Records, se negou a trabalhar com a banda.
Chegou à posição 57 das paradas americanas e em 1992 recebeu certificado de ouro pela RIAA nos Estados Unidos.   No Reino Unido o disco atingiu a prata a 1 de Janeiro de 1993, sendo o primeiro da banda a atingir essa marca no país. Com a ideia de mudar o estilo dos álbuns anteriores da banda, o Slayer deliberadamente diminuiu o ritmo do álbum. Em contraste aos anteriores, a banda usou guitarras sem distorção  e baixou o tom nas partes cantadas. Enquanto alguns críticos elogiaram essa mudança, alguns mostraram-se decepcionados. Apesar de tudo, canções como  "Mandatory Suicide" e "South of Heaven" tornaram-se clássicos da banda e são tocadas nos shows com frequência.
Em 2017, foi eleito o 47º melhor álbum de metal de todos os tempos pela revista Rolling Stone.

## Faixas
| N.º | Título                                        | Letras      | Música                     | Duração |  |
| 1.  | "South of Heaven"                             | Tom Araya   | Jeff Hanneman              | 4:58    |  |
| 2.  | "Silent Scream"                               | Araya       | Hanneman, Kerry King       | 3:07    |  |
| 3.  | "Live Undead"                                 | King, Araya | Hanneman                   | 3:50    |  |
| 4.  | "Behind the Crooked Cross"                    | Hanneman    | Hanneman                   | 3:15    |  |
| 5.  | "Mandatory Suicide"                           | Araya       | Hanneman, King             | 4:05    |  |
| 6.  | "Ghosts of War"                               | King        | Hanneman, King             | 3:53    |  |
| 7.  | "Read Between the Lies"                       | King, Araya | Hanneman                   | 3:20    |  |
| 8.  | "Cleanse the Soul"                            | King, Araya | Hanneman                   | 3:02    |  |
| 9.  | "Dissident Aggressor" (cover de Judas Priest) | Rob Halford | K.K. Downing, Glenn Tipton | 2:35    |  |
| 10. | "Spill the Blood"                             | Hanneman    | Hanneman                   | 4:49    |  |

## Créditos
Banda
- Tom Araya — Vocal, baixo
- Jeff Hanneman — Guitarra
- Kerry King — Guitarra
- Dave Lombardo — Bateria

Produção
- Mixado por Andy Wallace no Newfresh, em Nova York
- Masterizado por Howie Weinberg
- Desenhado por Douglas Day
- Ilustrado por Howard Schwartzberg e Larry Carroll
- Fotografia - Glen E. Friedman